# Dirty tones
Dirty tones (englisch schmutzige, dreckige Töne) haben ihren Ursprung in der afroamerikanischen Musik. Sie waren ein wichtiges Merkmal in der afroamerikanischen Gesangsweise und wurden von Sklaven in ihren „Worksongs“ verwendet. Darüber hinaus beeinflussten diese Töne die Entwicklung des Blues und Jazz.
Dirty tones wurden durch Quetschen und Pressen der Stimme erzeugt und dienten der Ausdruckssteigerung. Da die somit erzeugten Töne unsauber und nicht rein klangen wurden sie auch als "Blue Notes" bezeichnet.
Dirty tones wurden neben der Stimme auch mit Instrumenten erzeugt. Dazu wurden verschiedene Hilfsmittel verwendet, wie z. B. Dämpfer bei Trompeten und Posaunen oder in der Rockmusik Verzerrer und Wah-Wah-Pedale bei Gitarren.
Erstmals von Musikern verwendet wurden Dirty tones im New-Orleans-Jazz Ende des 19. Jahrhunderts. Die Musiker intonierten bewusst unsauber oder spielten einen Ton etwas neben dem Richtigen, um ihrer Individualität Ausdruck zu verleihen.